# Кушакевич, Сергей Ефимович
Сергей Ефимович Кушакевич (20 августа [1 сентября] 1878, Нежин, Черниговская губерния — 10 января 1920, Стамбул) — русский зоолог, профессор Киевского университета.

## Биография
Родился в Нежине в 1878 году. Брат генерал-лейтенанта Алексея Ефимовича Кушакевича (1865—1932). С 1911 г. — доцент, а с 1915 г. — профессор Киевского университета. С 1919 г. — директор Днепровской биологической станции в Староселье.
Много работал в Крыму во время занятия Крыма войсками Врангеля, эмигрировал в Турцию. В 1920 году умер от тифа по пути в Стамбул, похоронен там же.

## Книги и публикации
- Исследования над диморфизмом мужских половых элементов у prosobranchia : 1 / С. Кушакевич. — Киев : тип. Имп. Ун-та св. Владимира АО Н. Т. Корчак-Новицкого, 1912. — [4], 144 с., 4 л. ил.: ил.; 24.

Авт. и загл. на рус. и нем. яз.; рез. на нем. яз.
- История развития половых желез у rana esculenta: К вопр. об определении пола: Эксперим. и морфол. ис… (1910)
- На развалинах Мессины: Путевые впечатления / С. Кушакевич… (1909)
- Очерк учения о зародышевых листах в его прошлом и настоящем / (Соч.) С. Кушакевича… (1906)